# Беннетсвилл (Южная Каролина)
Беннетсвилл (англ. Bennettsville) — крупнейший город и административный центр округа Марлборо в штате Южная Каролина в Соединённых Штатах Америки.
Согласно результатам переписи населения США, проведённой в 2020 году, число жителей города составляло 7020 человек, что, для такого небольшого населённого пункта, существенно меньше (− 22,6%), чем было во время предыдущей переписи прошедшей в 2010 году (9069 человек).

## История
Округ появился на картах в 1785 году, а город Беннетсвилл был основан в 1819 году на берегу реки Грейт-Пи-Ди и был назван в честь Томаса Беннетта-младшего, тогдашнего губернатора Южной Каролины. Этот район был освоен для выращивания коротковолокнистого хлопка, зависевшего от труда рабов-афроамериканцев. Многие были завезены в горные районы из Лоукантри, принеся с собой культуру субэтнической группы галла. Другие были привезены с Верхнего Юга работорговцами. Этот переход к выращиванию хлопка в горных районах был основан на развитии хлопкоочистительной машины, которая сделала коротковолокнистый хлопок весьма прибыльным бизнесом, что привело к развитию крупных хлопковых плантаций в этой части Нового Света. 

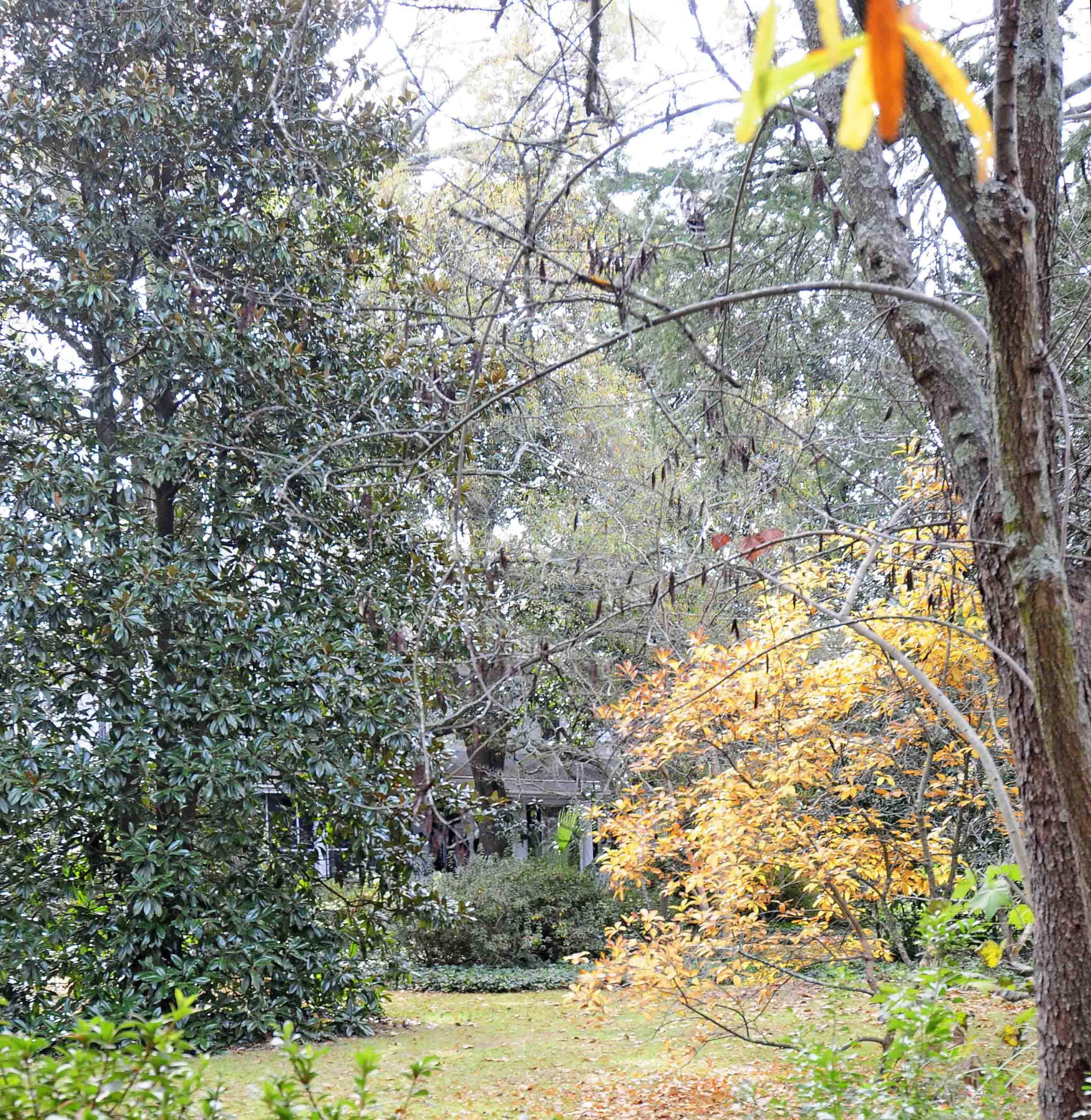
Дом магнолий

В то же время Генеральная Ассамблея Южной Каролины одобрила перенос здания суда с восточного берега реки Грейт-Пи-Ди ближе к центру, выбрав яблоневый сад площадью 3 акра (12 000 м²), расположенный на обрыве над ручьём Крукед-Крик. Новое здание суда было спроектировано архитектором из Южной Каролины Робертом Миллсом. Улицы были проложены по радиусам вокруг площади, одной из крупнейших в штате. В 1852 году здание Миллса было заменено.
В 1865 году, в последний год Гражданской войныв США, город был занят войсками Союза. В это время дом Дженнингса-Брауна и первое здание окружного суда использовались в качестве штаб-квартиры генерала Уильяма Т. Шермана. Новое здание суда избежало пожара и ныне это один из немногих центров округа, сохранивших записи, датируемые 1785 годом; они доступны для исторических и генеалогических исследований. В 1880 году в городе постоянно проживало 343 человека.
В 1884 году на этом месте было построено ещё одно здание суда в стиле Второй империи. В 1952–1954 годах оно было расширено пристройками, и часть 1884 года постройки составляет центральную часть нынешнего здания. Среди пристроек были двухэтажные крылья из красного кирпича и нынешняя часовая башня, спроектированные архитектором из Беннетсвилля Генри Д. Харраллом (англ. Henry D. Harrall).
В 1885 году Дункан Дональд Макколл (англ. Duncan Donald McColl) профинансировал строительство первой железной дороги, банка и текстильных фабрик в Беннетсвилле, что стимулировало местную экономику, поскольку город был теперь связан с другими рынками и активно развивал промышленность. В эпоху «хлопкового короля» сообщество процветало, город стал центром одного из самых богатых сельскохозяйственных районов штата. В XX веке штат Южная Каролина отметил Беннетсвилл наградой «G.R.E.A.T. Town» (губернаторский трофей за достижения в сельском хозяйстве).
Исторический центр города и множество отдельных архитектурных объектов Беннетсвилля были включены в Национальный реестр исторических мест США, что привлекает значительное число туристов.
С момента основания население города постоянно росло, достигнув своего пика (9425) в 2000 году. В третьем тысячелетии население Беннетсвилля стало убывать в геометрической прогрессии: − 3,8% в 2010-х и − 22,6% в 2020-х годах.

## География
В соответствии с данными указанными на сайте центрального статистического органа страны — Бюро переписи населения США,, общая площадь города составляет 6,2 квадратных мили (16 км²), из которых 5,6 квадратных мили (15 км²) занимает суша, а 0,6 квадратных мили (1,6 км² или 10,13%) приходится на водную поверхность.